# Aramis SE
Az Aramis SE egy magyar futsalklub Budaörsről, amely a magyar futsalbajnokság első osztályában szerepel. A csapat 1978-ban  alakult meg.

## Történelem
Az Aramis SE a hazai futsal fejlődéséhez nagymértékben hozzájárult. A csapat 1998. május 25-én a Rosco SE elleni 7-1-es győzelemmel megnyerte az I. Magyar Teremlabdarúgó NB1-es bajnokságot! 1986-ban rendezték meg a Magyar Ifjúsági Kupát mely győztese kiutazhatott az 1986-os labdarúgó világbajnokságra.A döntőben a Püspökladány csapata jobbnak bizonyult,de akkor eldöntötték hogy megalakítják az első teremlabdarúgó bajnokságot valamint a Mirelite szuperkupát Magyarországon. 1989-ben az Aramis SE megrendezte az I. Intercoop Nemzetközi Teremlabdarúgó tornát, amely a futsal magyarországi bemutatkozása volt. A 2020/2021-es szezonban a csapat a 9. helyen végzett és története során először kiesett a Futsal NBI-ből. Mivel a Ferencváros csapata augusztusban megszűnt és a Maglód nem vállalta az NB I-ben való indulást, így az Aramis csapatát kérték fel a legmagasabb osztályban való indulásra.

## Csapat 2025/26

### Játékosok[3]
| #  | Ország | Név                   |
| -- | ------ | --------------------- |
| 7  | HUN    | Szeghy Szabolcs Géza  |
| 9  | HUN    | Vattamány Dávid (C)   |
| 10 | HUN    | Kókai Bence Kristóf   |
| 11 | HUN    | Komáromi Péter        |
| 13 | HUN    | Gellérfi Sándor Gergő |
| 16 | HUN    | Bélavári Botond       |
| 17 | HUN    | Lux Bence Gábor       |
| 22 | HUN    | Soós Arnold (K)       |
| 44 | HUN    | Szabó Péter           |
| 71 | HUN    | Molnár Gábor (K)      |
| 77 | HUN    | Pintér Ákos Csanád    |
| 85 | HUN    | Ükös Botond Balázs    |
| 87 | HUN    | Bogdán Rajmond Márk   |
| 95 | HUN    | Bognár Bence          |
| 97 | HUN    | Erdősi Soma Zoltán    |
| 99 | HUN    | Büki Baltazár Géza    |

### Szakmai stáb[4]
| Kinevezés                    | Ország | Név                |
| ---------------------------- | ------ | ------------------ |
| Elnök                        | HUN    | Soós Ferenc        |
| Vezetőedző                   | HUN    | Nagy Roland        |
| Másodedző                    | HUN    | Horváth Szabolcs   |
| Kapusedző                    | HUN    | Ledő László József |
| Masszőr                      | HUN    | Gaszt Viktória     |
| Kit manager                  | HUN    | Farsang János      |
| Technikai vezető, fényképész | HUN    | Soós Brigitta      |
| Buszvezető                   | HUN    | Hieber Zsolt       |

## Eredmények

### Nemzeti
- Futsal NB I.
  -  Bajnok (3): 1997/1998, 1999/2000, 2004/2005
  -  Ezüstérmes (2): 1998/1999, 2008/2009
  -  Bronzérmes (2): 2009/2010, 2014/2015

- Futsalkupa
  -  Győztes (4): 1999, 2000, 2005, 2008
  -  Döntős (1): 2009

- Futsal-szuperkupa
  -  Győztes (1): 2005
  -  Döntős (1): 2008

### Helyezések a bajnokságban
| 1997/1998 | Magyar Teremlabdarúgó Bajnokság | 1. |                            |    |                                |    |
| 1998/1999 | Magyar Teremlabdarúgó Bajnokság | 2. | Magyar Teremlabdarúgó Kupa | 1. |                                |    |
| 1999/2000 | Magyar Teremlabdarúgó Bajnokság | 1. | Magyar Teremlabdarúgó Kupa | 1. |                                |    |
| 2004/2005 | Férfi Futsal NB I.              | 1. | Férfi Futsal Magyar Kupa   | 1. | Férfi Futsal Magyar Szuperkupa | 1. |
| 2007/2008 | Férfi Futsal NB I.              | 5. | Férfi Futsal Magyar Kupa   | 1. | Férfi Futsal Magyar Szuperkupa | 2. |
| 2008/2009 | Férfi Futsal NB I.              | 2. | Férfi Futsal Magyar Kupa   | 2. |                                |    |
| 2009/2010 | Férfi Futsal NB I.              | 3. |                            |    |                                |    |
| 2010/2011 | Férfi Futsal NB I.              | 4. |                            |    |                                |    |
| 2011/2012 | Férfi Futsal NB I.              | 4. |                            |    |                                |    |
| 2012/2013 | Férfi Futsal NB I.              | 4. |                            |    |                                |    |
| 2013/2014 | Férfi Futsal NB I.              | 5. |                            |    |                                |    |
| 2014/2015 | Férfi Futsal NB I.              | 3. |                            |    |                                |    |
| 2015/2016 | Férfi Futsal NB I.              | 7. |                            |    |                                |    |
| 2016/2017 | Férfi Futsal NB I.              | 5. |                            |    |                                |    |
| 2017/2018 | Férfi Futsal NB I.              | 8. |                            |    |                                |    |
| 2018/2019 | Férfi Futsal NB I.              | 6. |                            |    |                                |    |
| 2019/2020 | Férfi Futsal NB I.              | -  |                            |    |                                |    |
| 2020/2021 | Férfi Futsal NB I.              | 9. |                            |    |                                |    |
| 2021/2022 | Férfi Futsal NB I.              | 8. |                            |    |                                |    |
| 2022/2023 | Férfi Futsal NB I.              | 5. |                            |    |                                |    |
| 2023/2024 | Férfi Futsal NB I.              | 8. |                            |    |                                |    |
| 2024/2025 | Férfi Futsal NB I.              | 8. |                            |    |                                |    |